# Turanium tekeorum
Turanium tekeorum är en skalbaggsart som beskrevs av Aleksandr Sergeievich Danilevsky 2001. Turanium tekeorum ingår i släktet Turanium och familjen långhorningar. Inga underarter finns listade i Catalogue of Life.